# Orde van de Kroon (Monaco)
De Orde van de Kroon (Frans: "Ordre de la Couronne") is een ridderorde van het onafhankelijke Prinsdom Monaco. De orde werd op 20 juli 1960 door de regerende prins Reinier III ingesteld als een decoratie voor persoonlijke diensten aan de soevereine prins en als teken van zijn hoogachting.
Men kan de orde een Huisorde noemen omdat alleen de regerende prins, niet de regering van Monaco, over toekennen van deze ridderorde kan beslissen.
De orde heeft de in het internationale diplomatieke verkeer gebruikelijke vijf graden. De prins is Grootmeester. Personen die de orde in Monaco zichtbaar dragen krijgen een militair saluut.

## Graden
- Ridder Grootkruis, een kruis aan een breed grootlint over de rechterschouder en een ster op de linkerborst
- Grootofficier, een kruis aan een lint om de hals en een ster op de rechterborst
- Commandeur, een kruis aan een lint om de hals
- Officier, een klein gouden kruis aan een lint met rozet
- Ridder, een klein zilveren kruis aan een lint

## Versierselen
- Het kleinood of kruis is een wit geëmailleerd kruis Pattée met breder wordende armen die in verdiepingen zijn aangebracht. Het hoogste deel, het middendeel van de armen, is verguld. De uiteinden zijn ovaal.. Het kruis is van zilver voor de ridders en voor de hogere graden van deze orde van verguld zilver. Op de voorzijde is een rond wit geëmailleerd medaillon met een smalle gouden rand aangebracht waarop een met rood fluweel gevoerde gouden beugelkroon is bevestigd. Op de keerzijde is binnen een groene eikenkrans een gouden wapen met de ruiten van de Grimaldis te zien.

Als verhoging draagt het kruis in plaats van een beugelkroon een krans van eiken- en lauwerbladeren.
In de ruimte tussen de armen is het opengewerkte verstrengelde monogram van de stichter in goud of zilver aangebracht.
- De ster is een modern vormgegeven bewerkte ronde zilveren schijf in de vorm van het kleinood. In het midden is een medaille als in het ridderkruis geplaatst. Er is geen geëmailleerde ring.

- Het lint is olijfgroen met een smalle rode middenstreep.